# Ripe
Ripe é uma comuna italiana da região dos Marche, província de Ancona, com cerca de 3 357 habitantes. Estende-se por uma área de 15 km², tendo uma densidade populacional de 224 hab/km². Faz fronteira com Castel Colonna, Corinaldo, Ostra, e Senigália.